# Tigrosa grandis
Espèce
Synonymes
- Lycosa grandis Banks, 1894
- Lycosa permunda Chamberlin, 1904

Tigrosa grandis est une espèce d'araignées aranéomorphes de la famille des Lycosidae.

## Distribution
Cette espèce est endémique des États-Unis. Elle se rencontre au Kansas, au Nebraska, au Colorado, au Wyoming, au Montana et au Nevada.

## Description
Les mâles mesurent de 20,1 à 25,3 mm et les femelles de 17,6 à 28,2 mm.

## Publication originale
- Banks, 1894 : On the Lycosidae of Colorado. Journal of The New York Entomological Society, vol. 2, p. 49-52 (texte intégral).